# Jacques Vallée
Jacques Fabrice Vallée (n. 24 septembrie 1939, Pontoise, Val-d'Oise, Franța) este un  informatician, autor, ufolog și fost astronom care locuiește în San Francisco, California.
În știință mainstream, Vallée este notabil pentru co-dezvoltarea primei cartografieri computerizate a planetei Marte de către NASA și pentru munca sa de la SRI International în crearea ARPANET, un precursor al Internetului modern. Vallée este, de asemenea, o figură importantă în studiul obiectelor zburătoare neidentificate (OZN-uri), în primul rând remarcat pentru apărarea legitimității științifice a ipotezei extraterestre și mai târziu pentru promovarea ipotezei interdimensionale.

## Munca de cercetare a OZN-urilor și cea academică
În mai 1955, Vallée a zărit pentru prima oară un obiect neidentificat care zbura pe deasupra casei sale din Pontoise. Șase ani mai târziu, în 1961, în timp ce lucra cu membri ai Comisiei Spațiale Franceze, Vallée a fost martorul distrugerii unor benzi de urmărire a unui obiect necunoscut aflat pe orbita Pământului. Obiectul era un satelit retrograd - adică un satelit aflat pe orbita Pământului care se mișcă într-o direcție opusă rotației Pământului. În momentul în care s-a făcut această observație, nu existau rachete suficient de puternice pentru a lansa un astfel de satelit, astfel încât echipa de cercetare a fost extrem de entuziasmată și a presupus că gravitația Pământului a capturat un satelit natural (un asteroid). Dar un superior al acestora a venit și a șters banda magnetică. Aceste evenimente au făcut ca Vallée să devină pentru mult timp interesat de fenomenul OZN.
La mijlocul anilor 1960, la fel ca mulți alți ufologi, Vallée a încercat inițial să valideze populara ipoteză extraterestră. Renumitul ufolog Jerome Clark susține că primele două cărți ale lui Vallée despre OZN-uri au fost printre cele mai sofisticate apărări științifice ale ipotezei extraterestre.
Cu toate acestea, prin 1969, concluziile lui Vallee s-au schimbat, iar el a declarat public că ipoteză extraterestră era prea îngustă și ignora prea multe date. Vallée a început să exploreze conexiunile dintre OZN-uri, culte, mișcări religioase, demoni, îngeri, fantome, observația unor criptide și fenomene psihice. Speculațiile privind aceste potențiale legături au fost mai întâi descrise în a treia carte ufologică a lui Vallee, Passport to Magonia: From Folklore to Flying Saucers (Pașaport pentru Magonia: de la folclor la farfuriile zburătoare).
Ca o alternativă la ipoteza vizitei extraterestre, Vallée a sugerat o ipoteză a vizitei multidimensionale. Această ipoteză reprezintă o prelungire a ipotezei extraterestre în care extratereștrii ar putea veni de oriunde. Entitățile ar putea fi multidimensionale, dincolo de spațiu-timp și astfel ar putea coexista cu oamenii, dar ar rămâne neobservate.
Opoziția lui Vallée la populara ipoteza extraterestră nu a fost bine primită de către ufologi proeminenți din SUA, prin urmare, el a fost considerat un proscris. Chiar și Vallée se referea la sine însuși ca la un "eretic printre eretici".
Pașaport pentru Magonia
Pașaport pentru Magonia: de la folclor la farfuriile zburătoare (în engleză: Passport to Magonia: From Folklore to Flying Saucers) este a treia carte despre ufologie scrisă de Jacques Vallée după Anatomy of a phenomenon: unidentified objects in space – a scientific appraisal (1965, republicată ca UFO’s In Space: Anatomy of A Phenomenon) și Challenge to Science: The UFO Enigma (1966, cu Janine Vallée). A apărut în 1969, prima ediție fiind publicată de H. Regnery Co.
Pașaport pentru Magonia a deschis porțile unei noi interpretări a fenomenului OZN. Magonia, numită astfel în unele texte vechi, ar fi o regiune din atmosferă din care creaturi ciudate vizitează pământenii. Acești străini (extratereștri) și navele lor spațiale au lăsat în urma lor un puzzle care a însoțit omenirea din totdeauna, iar elfii, zânele, demonii, și vizitatorii din spațiu au avut mereu aceeași origine. Cartea este formată din cinci capitole și la sfârșit o anexă care ocupă de fapt jumătate din carte.
Prin 1969, concluziile lui Vallee s-au schimbat, iar el a declarat public că ipoteza extraterestră era prea îngustă și ignora prea multe date. Vallée a început să exploreze conexiunile dintre OZN-uri, culte, mișcări religioase, demoni, îngeri, fantome, observația unor criptide și fenomene psihice. Speculațiile privind aceste potențiale legături au fost mai întâi descrise în a treia carte ufologică a lui Vallee, Passport to Magonia: From Folklore to Flying Saucers (Pașaport pentru Magonia: de la folclor la farfuriile zburătoare).
În Pașaport pentru Magonia, autorul descrie 923 de aterizări ce au avut loc între 1868 și 1968. Sunt prezentate referințe privind o mare varietate de fenomene ocultie iar natura demonică a OZN-urilor este evidentă la toate. În cartea Mesageri ai Amăgirii, Jacques Vallee observa că, „poate fi făcută o impresionantă paralelă între ocupanții OZN-urilor și concepțiile populare despre demoni„, și că OZN-urile pot „proiecta imagini sau scene plăsmuite (false) destinate să ne schimbe sistemele noastre de credințe”.

## Cărți publicate

### Financiare
Vallée, Jacques (ianuarie 2001). The Four Elements of Financial Alchemy: A New Formula for Personal Prosperity (ed. 1st paperback). Ten Speed Press. p. 195 pp. ISBN 1-58008-218-1.

### Romane
- Vallée, Jacques; Tormé, Tracy (iunie 1996). Fastwalker (ed. paperback). Berkeley, California, U.S.A.: Publ. Frog Ltd. p. 220 pp. ISBN 1-883319-43-9.
- Vallée, Jacques (ianuarie 2006). Stratagème (în franceză) (ed. paperback). p. 256 pp. ISBN 2-84187-777-9.
- Vallée, Jacques (iulie 2007). Stratagem (ed. hardcover). p. 220 pp. ISBN 978-0-615-15642-2.

Jacques Vallée a scris și patru romane science fiction,  primele două sub pseudonimul Jérôme Sériel:
- Le Sub-Espace [Sub-Space] (1961)
- Le Satellite Sombre [The Dark Satellite] (1963)
- Alintel (ca Jacques Vallée) (1986) (oferă bază parțială pentru Fastwalker)
- La Mémoire de Markov (ca Jacques Vallée) (1986)

### Tehnice
- Computer Message Systems (ed. hardcover). New York: McGraw-Hill (Data Communications Book Series). august 1984. p. 163 pp. ISBN 0-07-051031-8.
- Johansen, Robert; Valles, Jacques; Spangler, Kathi (iulie 1979). Electronic Meetings: Technical Alternatives. Addison-Wesley Series on Decision Support (ed. 1st hardcover). Addison-Wesley Publ. Co., Inc. p. 244 pp. ISBN 0-201-03478-6.
- The Network Revolution: Confessions of a Computer Scientist (ed. paperback). Berkeley, Calif.: And/Or Press. 1982. p. 213 pp. ISBN 0-14-007117-2.
- The Heart of the Internet

### Ufologice
- Anatomy of a Phenomenon: Unidentified Objects in Space – a Scientific Appraisal (ed. 1st hardcover). NTC/Contemporary Publishing. ianuarie 1965. ISBN 0-8092-9888-0.
  - Reissue: UFO's In Space: Anatomy of A Phenomenon (ed. paperback reissue). Ballantine Books. aprilie 1987. ISBN 0-345-34437-5.
- Challenge to Science: The UFO Enigma – with Janine Vallée (NTC/Contemporary Publishing, 1966)
- Passport to Magonia: From Folklore to Flying Saucers. Chicago, IL, U.S.A.: Publ. Henry Regnery Co. 1969.
- The Invisible College: What a Group of Scientists Has Discovered About UFO Influences on the Human Race (ed. 1st). Dutton. 1975.
- The Edge of Reality: A Progress Report on Unidentified Flying Objects – Jacques Vallée and Dr. J. Allen Hynek (Quality Books, 1975)
- Messengers of Deception: UFO Contacts and Cults (ed. paperback). And/Or Press. iunie 1979. ISBN 0-915904-38-1.
- Dimensions: A Casebook of Alien Contact (ed. 1st). Contemporary Books. aprilie 1988. ISBN 0-8092-4586-8.
- Confrontations – A Scientist's Search for Alien Contact (ed. hardcover). Ballantine Books. martie 1990. ISBN 0-345-36453-8.
- Revelations: Alien Contact and Human Deception (ed. 1st). Ballantine Books. septembrie 1991. ISBN 0-345-37172-0.
- UFO Chronicles of the Soviet Union: A Cosmic Samizdat (Ballantine Books, 1992)
- Forbidden Science: Journals, 1957-1969 (North Atlantic Books, 1992)
- Forbidden Science, Volume Two: Journals, 1970-1979 — California Hermetica (Documatica Research, LLC, 2009)
- Wonders in the Sky: Unexplained Aerial Objects from Antiquity to Modern Times (ed. paperback). Tarcher. 2010. ISBN 1-58542-820-5.
- Forbidden Science, Volume Three: Journals, 1980-1989 — On the Trail of Hidden Truths (Lulu Press, 2016)

### Cărți traduse în limba română
- O.Z.N. - Confruntări, Ed. Valdo, București, 1994.
- Alte dimensiuni, Editura Savas Press, 1993